# Claude Auchinleck
Claude John Eyre Auchinleck, surnommé The Auk, né le 21 juin 1884 et décédé le 23 mars 1981, est un général britannique durant la Seconde Guerre mondiale. Il reçoit plusieurs médailles et titres : l'Ordre du Bain, l'Ordre de l'Empire des Indes, l'Ordre de l'étoile de l'Inde, l'Ordre du Service distingué et l'Ordre de l'Empire britannique. Il est fait maréchal en 1946.

## Jeunesse
Auchinleck est né à Aldershot en 1884. Il grandit dans une famille relativement pauvre mais est capable grâce à son sens du travail et ses aptitudes à obtenir un diplôme du Wellington College et de l'Académie royale militaire de Sandhurst.
En 1904, il rejoint le 62e régiment punjabi de la British Indian Army en Inde. Cette incorporation marque le début de sa passion pour ce pays.

## Première Guerre mondiale
Il participe aux campagnes en Mésopotamie, la prise de Kut et de Bagdad.

## Seconde Guerre mondiale

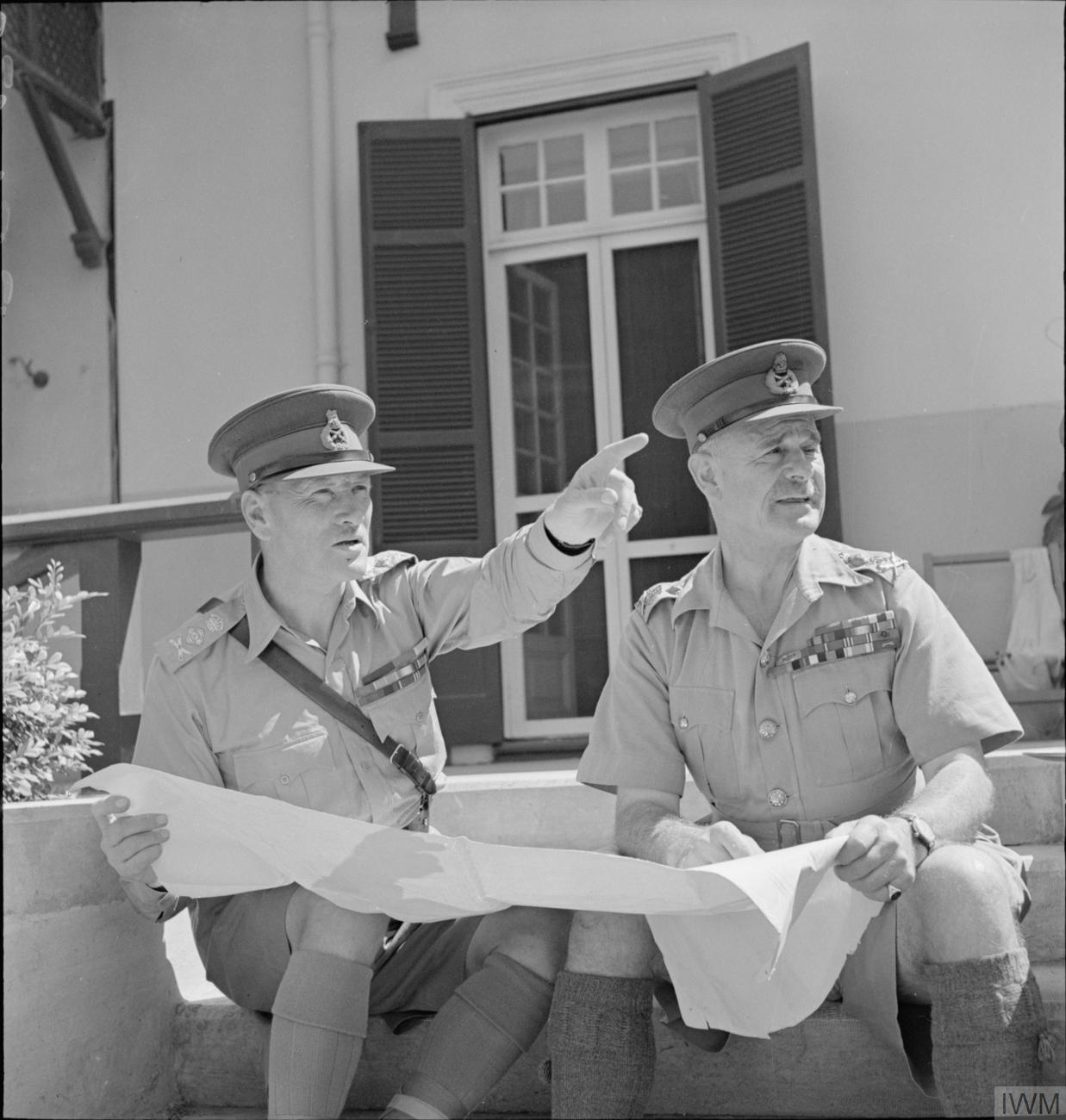
Claude Auchinleck durant la seconde guerre mondiale. (1941)

### Norvège
Quelques mois après le début de la Seconde Guerre mondiale en mai 1940, Auchinleck reçoit le commandement des forces alliées en Norvège, un pays qui est déjà considéré comme perdu eu égard à la rapidité de l'extension allemande. Après la chute de la Norvège en juillet 1940, il est brièvement nommé commandant en chef du commandement du sud (officier général), puis commandant en chef de l'armée britannique en Inde.

### Afrique du Nord
Après les opérations en Afrique du Nord, une campagne dont l'issue est incertaine, Auchinleck remplace en juillet 1941 le général Archibald Wavell à la tête du Middle East Command et devient ainsi le commandant en chef des forces alliées au Moyen-Orient. Wavell prend la place d'Auchinleck à la tête de l'armée britannique en Inde. Auchinleck est basé au Caire avec une responsabilité qui ne concerne pas seulement les pays musulmans du nord de l'Afrique mais aussi l'Iran, le Moyen-Orient et la corne de l'Afrique. La 8e armée britannique qui affronte l'Afrika Korps de Rommel ainsi que l'armée italienne, est commandée successivement par les généraux Cunningham et Ritchie.
La première offensive majeure des Britanniques, l'opération Crusader, a lieu en novembre 1941. Le général Cunningham est relevé de ses fonctions après avoir fait part de ses réticences à la suite des premières pertes. Auchinleck demande que la bataille se poursuive. Les Britanniques parviennent à repousser l'Afrika Korps jusqu'à El Agheila au prix de lourdes pertes. Auchinleck nomme ensuite Ritchie à la tête de la 8e armée.
Auchinleck relance les prises de décision stratégiques pour le Moyen-Orient et en même temps, il donne des ordres concernant les opérations sur le terrain occupé par Ritchie. En janvier 1942, l'Afrika Korps réussit à reprendre le dessus en obligeant Ritchie à rebrousser chemin dans les environs de Tobrouk. L'attaque de Rommel sur Gazala le 25 mai 1942 est un échec cuisant pour les Britanniques. Lors de la bataille de Bir Hakeim, les troupes françaises ralentissent, pendant 16 jours, l'armée allemande ce qui permet aux Britanniques de se replier vers l'Égypte et se renforcer à El Alamein. Le 12 juin 1942, Auchinleck déclare à propos de la bataille de Bir Hakeim : « Les Nations unies se doivent d'être remplies d'admiration et de reconnaissance, à l'égard de ces troupes françaises et de leur vaillant général Marie-Pierre Kœnig ». Tobrouk, une ville politiquement importante pour Winston Churchill mais militairement peu signifiante pour Auchinleck, tombe le 21 juin 1942. Auchinleck décide de prendre en main le commandement direct de la 8e armée pour contrer les troupes de Rommel, et tente de résister vainement à Mersa Matruh. Ce n'est que lors de la première bataille d'El Alamein que les Britanniques réussissent à stopper l'avancée des forces de l'Axe. Auchinleck tente de détruire les positions de l'Afrika Korps par de multiples attaques au mois de juillet et août 1942 mais ces tentatives se soldent par un échec.
Auchinleck veut que la 8e armée forme des groupes de brigade mobiles, plutôt que des divisions. Cette vision est critiquée par plusieurs de ses subordonnés. Son chef d'état-major, Dorman-Smith, n'est guère apprécié des principaux commandants de la 8e armée. En tant que commandant de troupes indiennes, il a eu à gérer des personnes issues majoritairement de l'Inde. La gestion de troupes dont les membres proviennent en grande partie de Grande-Bretagne nécessite une autre approche. En juillet 1942, Auchinleck a perdu la confiance des commandants des pays du Commonwealth et ses relations avec les commandants britanniques deviennent de plus en plus tendues.
Comme son homologue Rommel du côté allemand, Auchinleck est soumis à une pression politique constante de la part de Churchill. Le premier ministre veut des résultats et une offensive efficace en Afrique du Nord. Les échecs en Égypte et en Cyrénaïque ne s'inscrivent que difficilement dans la politique de Churchill qui veut désespérément une victoire avant le débarquement allié dans cette région (l'opération Torch, prévue pour novembre 1942). En août 1942, Churchill et Alan Brooke, le chef de l'état-major général impérial, se rendent au Caire pour rencontrer Auchinleck. Il est dès lors clair qu'Auchinleck est désavoué par les hautes sphères du commandement britannique et il est remplacé par Harold Alexander qui prend le poste de commandant en chef au Moyen-Orient. William Gott devait normalement reprendre le commandement de la 8e armée mais il est tué en Égypte. À la mort de Gott, le lieutenant-général Bernard Montgomery est nommé commandant de la 8e armée. La réputation d'Auchinleck souffre de l'arrivée de Montgomery, un militaire connu pour ses opinions franches. Le rôle de Montgomery est capital puisqu'il permet par la suite aux Alliés de remporter la victoire en Afrique du Nord.

### Inde
Churchill propose à Auchinleck de commander les forces alliées en Perse et en Irak, mais il décline l'offre, peut-être en raison de la présence à ce poste de son ami, le général Edward Quinan. Il retourne en Inde où il passe presque une année sans véritable occupation avant de devenir en 1943 le commandant en chef de l'armée britannique en Inde. Wavell qui occupe ce poste a été entre-temps nommé gouverneur général de l'Inde. Auchinleck continue à occuper cette fonction après la guerre.

## Après-guerre

Après la guerre à New Delhi. De gauche à droite : Montgomery, Wavell et Auchinleck (alors commandant en chef de l'armée britannique en Inde)

Allant à l'encontre de ses convictions, Auchinleck prépare la création des armées indiennes et pakistanaises avant même que la partition de l'Inde ne soit effective. Celle-ci est prévue pour août 1947. En 1946, il est promu maréchal mais refuse une pairie, de crainte d'être associé à cette politique de partitionnement de l'Empire qu'il estime être fondamentalement un déshonneur. Après s'être brouillé avec Lord Mountbatten, le dernier gouverneur de l'Inde, il abandonne son poste de commandant en chef et prend sa retraite en 1947. En 1948, il retourne en Grande-Bretagne mais n'y retrouve pas sa femme qui l'a quitté en 1946 pour Richard Peirse.
Considéré comme quelque peu austère, il est toutefois généreux et apparaissait comme un hôte accueillant. Il est général sur une longue période mais n'aime pas l'apparat malgré ses fonctions. Il se voyait avant tout comme un soldat avec une intégrité à toute épreuve. Lors de sa retraite, il déménage à Marrakech où il vit pendant des années dans un logement modeste. Le caporal Malcolm James Millward, un soldat dévoué et également ami, s'occupe du maréchal jusqu'à sa mort en 1981 à 96 ans. Il est enterré au cimetière militaire de Ben M'Sick à Casablanca. Son ex-épouse Jessie est morte en 1983.

## Distinctions
- Grand officier de la Légion d'honneur
- Croix de guerre 1914–1918
- Ordre du Service distingué
- Ordre du Bain